# Copelatus silvestrii
Copelatus silvestrii är en skalbaggsart som beskrevs av Régimbart 1903. Copelatus silvestrii ingår i släktet Copelatus och familjen dykare. Inga underarter finns listade i Catalogue of Life.